# London Film Productions
London Film Productions, ou London Films, est une société de production cinématographique britannique fondée en 1932 par Alexander Korda et basée aux studios London Film à Denham, dans le Buckinghamshire.

## Histoire
Parmi les films de la société, on compte La Vie privée d'Henry VIII (The Private Life of Henry VIII, 1933), Les Mondes futurs (Things to Come, 1936), Rembrandt (1936), Les Quatre Plumes blanches (The Four Feathers, 1939), Le Voleur de Bagdad (The Thief of Bagdad, 1940) et Le Troisième Homme (The Third Man, 1949). À partir de 1936, une partie des films est tournée aux Denham Film Studios, située à Denham.
Après une restructuration de l'organisation de Korda à la fin des années 1940, le studio de Denham fut repris par Rank et fusionna avec les studios de Pinewood, situés non loin. Le dernier film tourné au sein de ce studio est Robin des Bois et ses joyeux compagnons (1952). Certaines productions London Films furent alors réalisées à Shepperton.
La société reprit son activité de production cinématographique en 1997.

## Filmographie

### Cinéma muet - Studios London Film
- 1913 : Monty's Proposal de Percy Nash
- 1913 : The House of Temperley de Harold M. Shaw
- 1913 : The Golden Chance de Nash
- 1913 : Black-Eyed Susan de Nash
- 1914 : Trilby de Shaw
- 1914 : The Third String de George Loane Tucker
- 1914 : The Ring and the Rajah de Shaw
- 1914 : Lawyer Quince de Shaw
- 1914 : Her Children de Shaw
- 1914 : England's Menace de Shaw
- 1914 : Duty de Shaw
- 1914 : Called Back de Tucker
- 1914 : The Bosun's Mate de Shaw
- 1914 : Beauty and the Barge de Shaw
- 1914 : A Bachelor's Love Story de Tucker
- 1914 : 0-18 or A Message from the Sky de Tucker
- 1914 : Nan Good-for-Nothing d'Arthur Holmes-Gore
- 1914 : Branscombe's Pal de Shaw
- 1914 : Child o' My Heart de Shaw
- 1914 : His Reformation de Holmes-Gore
- 1914 : Turtle Doves de Holmes-Gore
- 1914 : She Stoops to Conquer de Tucker
- 1914 : England Expects de Tucker
- 1914 : Two Little Ambitions de Shaw
- 1914 : The King's Minister de Shaw
- 1914 : The Victoria Cross de Shaw
- 1914 : A Christmas Carol de Shaw
- 1914 : The Two Columbines de Shaw
- 1914 : Lil o' London de Shaw
- 1915 : The Prisoner of Zenda de Tucker
- 1915 : The Man in the Attic de Ralph Dewsbury
- 1915 : Love in a Wood de Maurice Elvey
- 1915 : The King's Outcast de Dewsbury
- 1915 : The Firm of Girdlestone de Shaw
- 1915 : 1914 de Tucker
- 1915 : The Middleman de Tucker
- 1915 : Brother Officers de Shaw
- 1915 : A Garrett in Bohemia de Shaw
- 1915 : The Sons of Satan de Tucker
- 1915 : The Shulamite de Tucker
- 1915 : La Danseuse étoile (The Heart of a Child) de Shaw
- 1915 : The Derby Winner de Shaw
- 1915 : The Christian (en) de Tucker
- 1916 : Vice Versa d'Elvey
- 1916 : The Princess of Happy Chance d'Elvey
- 1916 : Paste de Dewsbury
- 1916 : Partners at Last de Dewsbury
- 1916 : An Odd Freak de Tucker
- 1916 : Mixed Relations d'Elvey
- 1916 : Money for Nothing de Tucker
- 1916 : The Man Without a Soul de Tucker
- 1916 : The Last Challenge de Shaw
- 1916 : His Daughter's Dilemma de Dewsbury
- 1916 : The Greater Need de Dewsbury
- 1916 : Arsene Lupin de Tucker
- 1916 : You de Shaw
- 1916 : Me and Me Moke de Shaw
- 1916 : Rupert of Hentzau de Tucker
- 1916 : The Hypocrites de Tucker
- 1916 : The Game of Liberty de Tucker
- 1916 : Altar Chains de Bannister Merwin
- 1916 : The Two Roads de Shaw
- 1917 : Smith d'Elvey
- 1920 : True Tilda de Shaw
- 1920 : The Pursuit of Pamela de Shaw
- 1920 : London Pride de Shaw
- 1920 : The Little Welsh Girl de Fred Paul
- 1920 : Lady Tetley's Decree de Paul
- 1920 : Judge Not d'Einar Bruun
- 1920 : The House on the Marsh de Paul
- 1920 : The Duchess of Seven Dials de Paul

### Cinéma parlant - Ère Alexander Korda
- 1932 : La Dame de chez Maxim's d'Alexander Korda
- 1932 : That Night in London de Rowland V. Lee
- 1932 : Maryrose et Rosemary  (Wedding Rehearsal) d'Alexander Korda
- 1932 : Hommes de demain (Men of Tomorrow) de Zoltan Korda et Leontine Sagan
- 1933 : Counsel's Opinion d'Allan Dwan
- 1933 : Cash de Zoltan Korda
- 1933 : La Vie privée d'Henry VIII (The Private Life of Henry VIII.) d'Alexander Korda
- 1933 : The Girl from Maxim's d'Alexander Korda
- 1934 : Catherine de Russie (The Rise of Catherine the Great) de Paul Czinner
- 1934 : La Vie privée de Don Juan (The Private Life of Don Juan) d'Alexander Korda
- 1934 : Le Mouron rouge ou Le Chevalier de Londres (The Scarlet Pimpernel) de Harold Young
- 1935 : Bozambo (Sanders of the River) de Zoltan Korda
- 1935 : Moscow Nights d'Anthony Asquith - version en anglais des Nuits moscovites
- 1935 : Fantôme à vendre (The Ghost Goes West) de René Clair
- 1936 : Les Mondes futurs ou La Vie future (Things to Come) de William Cameron Menzies
- 1936 : Rembrandt d'Alexander Korda
- 1936 : Les Hommes ne sont pas des dieux (Men Are Not Gods) de Walter Reisch
- 1936 : L'Homme qui fait des miracles (The Man Who Could Work Miracles) de Lothar Mendes
- 1936 : Forget Me Not de Zoltan Korda
- 1936 : La Conquête de l'air (Conquest of the Air) d'Alexander Esway, Zoltan Korda, John Monk Saunders, Alexander Shaw et Donald Taylor
- 1937 : L'Île des veuves (A Romance in Flanders) de Maurice Elvey
- 1937 : I, Claudius de Josef von Sternberg - film inachevé
- 1937 : L'Invincible Armada (Fire Over England) de William K. Howard
- 1937 : Le Mystère de la Section 8 (Dark Journey) de Victor Saville
- 1937 : Tempête dans une tasse de thé (Storm in a Teacup) de Ian Dalrymple et Victor Saville
- 1937 : Elephant Boy de Robert J. Flaherty et Zoltan Korda
- 1937 : Six Heures à terre (Farewell Again) de Tim Whelan
- 1937 : Le Chevalier sans armure (Knight Without Armour) de Jacques Feyder
- 1937 : Action for Slander de Tim Whelan et Victor Saville
- 1937 : Le Retour du mouron rouge (Return of the Scarlet Pimpernel) de Hanns Schwarz
- 1937 : Le Receleur (The Squeaker) de William K. Howard
- 1937 : Paradis pour deux (Paradise for Two) de Thornton Freeland
- 1938 : Le Divorce de Lady X  (The Divorce of Lady X) de Tim Whelan
- 1938 : South Riding de Victor Saville
- 1938 : Alerte aux Indes (The Drum) de Zoltan Korda
- 1938 : Le Challenge  (The Challenge) de Milton Rosmer, Luis Trenker et Vincent Korda
- 1938 : Prison Without Bars de Brian Desmond Hurst - version en anglais de Prison sans barreaux (Léonide Moguy)
- 1939 : Les Quatre Plumes blanches (The Four Feathers) de Zoltan Korda
- 1939 : Mademoiselle Crésus (Over the Moon) de Thornton Freeland et William K. Howard
- 1939 : Le lion a des ailes (The Lion Has Wings) d'Adrian Brunel, Brian Desmond Hurst, Michael Powell et Alexander Korda
- 1940 : Vingt-et-un jours ensemble (21 Days) de Basil Dean
- 1940 : Le Voleur de Bagdad (The Thief of Bagdad) de Ludwig Berger, Michael Powell, Tim Whelan, Alexander Korda, Zoltan Korda et William Cameron Menzies
- 1941 : Lady Hamilton (That Hamilton Woman) de Alexander Korda
- 1945 : Entracte au mariage (Perfect Strangers) d'Alexander Korda
- 1947 : Un mari idéal (An Ideal Husband) d'Alexander Korda
- 1947 : Mon propre bourreau (Mine Own Executioner) d'Anthony Kimmins
- 1948 : Anna Karénine  (Anna Karenina) de Julien Duvivier
- 1948 : Première Désillusion (The Fallen Idol) de Carol Reed
- 1948 : La Grande Révolte (Bonnie Prince Charlie) d'Anthony Kimmins
- 1949 : La Mort apprivoisée (The Small Back Room) de Michael Powell et Emeric Pressburger
- 1949 : Cet âge dangereux (That Dangerous Age) de Gregory Ratoff
- 1949 : Les Derniers jours de Dolwyn (The Last Days of Dolwyn) de Russell Lloyd et Emlyn Williams
- 1949 : Saints and Sinners de Leslie Arliss
- 1949 : Le Troisième Homme (The Third Man) de Carol Reed
- 1950 : Le Chevalier de Londres (The Elusive Pimpernel) de Michael Powell et Emeric Pressburger
- 1950 : The Cure for Love de Robert Donat et Alexander Shaw
- 1950 : L'Ange à la trompette (en) (The Angel with the Trumpet) d'Anthony Bushell - film dont il existe une version tournée en allemand
- 1950 : Bridge of Time de Geoffrey Boothby et David Eady (court-métrage de 17 min)
- 1950 : Secret d'État (State Secret) de Sidney Gilliat
- 1950 : My Daughter Joy de Gregory Ratoff
- 1950 : Le Cheval de bois (The Wooden Horse) de Jack Lee
- 1950 : Ultimatum (Seven Days to Noon) de John Boulting et Roy Boulting
- 1950 : La Renarde (Gone to Earth) de Michael Powell et Emeric Pressburger
- 1951 : Pleure ô mon pays bien-aimé (Cry, the Beloved Country) de Zoltan Korda
- 1951 : Premières Vacances (The Wonder Kid) de Karl Hartl
- 1951 : Les Contes d'Hoffmann (The Tales of Hoffmann) de Michael Powell et Emeric Pressburger
- 1951 : Lady Godiva (film, 1951) (Lady Godiva Rides Again) de Frank Launder
- 1952 : Girdle of Gold de Montgomery Tully
- 1952 : Le Banni des îles (Outcast of the Islands) de Carol Reed
- 1952 : L'Assassin revient toujours (Mr. Denning Drives North) d'Anthony Kimmins
- 1952 : The Wild Heart de Michael Powell et Emeric Pressburger, et Rouben Mamoulian (pour la version US)
- 1952 : Who Goes There! d'Anthony Kimmins
- 1952 : Le Mur du son (The Sound Barrier) de David Lean
- 1952 : L'assassin a de l'humour (The Ringer) de Guy Hamilton
- 1952 : The Holly and the Ivy de George More O'Ferrall
- 1953 : Gilbert et Sullivan (The Story of Gilbert and Sullivan) de Sidney Gilliat
- 1953 : Capitaine Paradis (The Captain's Paradise) d'Anthony Kimmins
- 1953 : Twice Upon a Time d'Emeric Pressburger
- 1953 : L'Homme de Berlin (The Man Between) de Carol Reed
- 1953 : Le Fond du problème (The Heart of the Matter) de George More O'Ferrall
- 1954 : Chaussure à son pied (Hobson's Choice) de David Lean
- 1955 : L'Homme qui aimait les rousses (The Man Who Loved Redheads) de Harold French
- 1955 : Raising a Riot de Wendy Toye
- 1955 : Richard III de Laurence Olivier
- 1955 : L'Enfant et la Licorne (A Kid for Two Farthings) de Carol Reed
- 1955 : Un mari presque fidèle (The Constant Husband) de Sidney Gilliat
- 1955 : Vacances à Venise (Summertime) de David Lean
- 1955 : L'Autre Homme (The Deep Blue Sea) d'Anatole Litvak
- 1955 : Les Quatre Plumes blanches (Storm Over the Nile) de Zoltan Korda et Terence Young
- 1956 : Perdus dans la brousse (Smiley) d'Anthony Kimmins
- 1956 : Whisky, vodka et jupon de fer (The Iron petticoat) de Ralph Thomas

### Pour la télévision
- 1975 : Poldark (série télévisée) de Philip Dudley et Roger Jenkins
- 1976 : Moi Claude empereur (I, Claudius) (feuilleton tv) de Herbert Wise
- 1979 : Testament of Youth (feuilleton tv) de Moira Armstrong
- 1980 : Thérèse Raquin (feuilleton tv) de Simon Langton
- 1982 : The Scarlet Pimpernel (en) (téléfilm) de Clive Donner
- 1983 : The Old Men at the Zoo (série télévisée)
- 1984 : The Country Girls (téléfilm) de Desmond Davis
- 1984 : Kim (téléfilm) de John Howard Davies
- 1986 : La Cinquième Dimension, épisode 2.3 : What Are Friends For? (série télévisée) de Gus Trikonis
- 1991 : The Best of Friends (téléfilm) d'Alvin Rakoff
- 1992 : An Ungentlemanly Act (téléfilm) de Stuart Urban
- 1992 : The Time Game (téléfilm) d'Alister Smart
- 1992 : Big Ideas (téléfilm) de Mike Smith
- 1992 : Natural Lies (série télévisée)
- 1993 : Lady Chatterley (téléfilm) de Ken Russell
- 1995 : Resort to Murder (feuilleton tv) de Bruce MacDonald
- 1999 : The Scarlet Pimpernel (en), épisode 1.1 : The Scarlet Pimpernel (série télévisée) de Patrick Lau

### Années 2000
- 2001 : Sideshow de Thomas Q. Napper